# COREtec Dôme
De COREtec Dôme is een multifunctionele evenementenhal in de Belgische kustplaats Oostende. De vaste speler in het stadion is basketbalclub Filou BC Oostende. De arena maakt deel uit van een complex bestaande uit winkels, appartementsblokken en een evenementenhal. Bij basketbalwedstrijden kunnen er 5.000 mensen plaatsnemen. De arena kan ook gebruikt worden voor tenniswedstrijden, concerten en andere evenementen. De COREtec Dôme ligt op een steenworp van de Diaz Arena, de thuishaven van voetbalploeg KV Oostende.

## Geschiedenis
In 2006 werd het gebouw geopend onder de naam Sea'rena. De naam werd om sponsorredenen nog hetzelfde jaar veranderd in Sleuyter Arena. In 2016 werd het complex omgedoopt tot Versluys Dôme. In maart 2022 kwam er een nieuwe naamsverandering: COREtec Dôme, naar het vloerafwerkingsbedrijf COREtec.